# Рауль Белланова
Рауль Белланова (італ. Raoul Bellanova; нар. 17 травня 2000, Ро) — італійський футболіст, правий захисник «Аталанти» і збірної Італії.

## Клубна кар'єра
Народився 17 травня 2000 року в Ро. Вихованець футбольної школи клубу «Мілан».
Не маючи реальних шансів пробитися до основної команди «россонері», відмовився від укладання нового контракту з «Міланом» і 2019 року приєднався до французького «Бордо».
Провівши у другій половині 2019 року одну гру у французькій Лізі 1, на початку 2020 року був відданий в оренду до «Аталанти», а із серпня того ж року — до «Пескари».
31 серпня 2021 року був орендований клубом «Кальярі», де протягом сезону 2021/22 став стабільним гравцем основного складу, після чого кальярці викупили контракт гравця.
Утім наступний сезон 2022/23 Белланова відіграв на правах оренди за «Інтернаціонале», а в липні 2023 року за 7 мільйонів євро перейшов до «Торіно».
У серпні 2024 року був проданий до «Аталанти».

## Виступи за збірні
2015 року дебютував у складі юнацької збірної Італії (U-15), загалом на юнацькому рівні за команди різних вікових категорій взяв участь у 67 іграх.
З 2020 року залучається до складу молодіжної збірної Італії. На молодіжному рівні зіграв у 21 офіційному матчі, включаючи чотири гри молодіжного Євро-2021 та три матчі молодіжного Євро-2023.

## Статистика виступів

### Статистика клубних виступів
Станом на 3 вересня 2023
| Сезон             | Команда           | Чемпіонат         | Чемпіонат | Чемпіонат | Національний кубок | Національний кубок | Національний кубок | Континентальні кубки | Континентальні кубки | Континентальні кубки | Інші змагання | Інші змагання | Інші змагання | Усього | Усього |
| Сезон             | Команда           | Ліга              | Ігор      | Голів     | Ліга               | Ігор               | Голів              | Ліга                 | Ігор                 | Голів                | Ліга          | Ігор          | Голів         | Ігор   | Голів  |
| ----------------- | ----------------- | ----------------- | --------- | --------- | ------------------ | ------------------ | ------------------ | -------------------- | -------------------- | -------------------- | ------------- | ------------- | ------------- | ------ | ------ |
| 2019-січ. 2020    | «Бордо»           | Л1                | 1         | 0         | КФ                 | 0                  | 0                  | -                    | -                    | -                    | -             | -             | -             | 1      | 0      |
| січ.-серп. 2020   | «Аталанта»        | A                 | 1         | 0         | КІ                 | 0                  | 0                  | ЛЧ                   | 0                    | 0                    | -             | -             | -             | 1      | 0      |
| 2020–21           | «Пескара»         | B                 | 30        | 0         | КІ                 | 1                  | 0                  | -                    | -                    | -                    | -             | -             | -             | 31     | 0      |
| 2021–22           | «Кальярі»         | A                 | 31        | 1         | КІ                 | 0                  | 0                  | -                    | -                    | -                    | -             | -             | -             | 31     | 1      |
| 2022–23           | «Інтернаціонале»  | A                 | 18        | 0         | КІ                 | 1                  | 0                  | ЛЧ                   | 3                    | 0                    | СІ            | 0             | 0             | 22     | 0      |
| 2023–24           | «Торіно»          | A                 | 3         | 0         | КІ                 | 1                  | 0                  | -                    | -                    | -                    | -             | -             | -             | 4      | 0      |
| Усього за кар'єру | Усього за кар'єру | Усього за кар'єру | 84        | 1         |                    | 3                  | 0                  |                      | 3                    | 0                    |               | 0             | 0             | 90     | 1      |